# Jacovella da Celano
Jacovella, besser bekannt als Jacovella da Celano (* 1418 in Celano; † vor 1471 in Venafro), war eine italienische Adelige, Gräfin von Celano und Venafro und Baronin von Carapelle Calvisio.

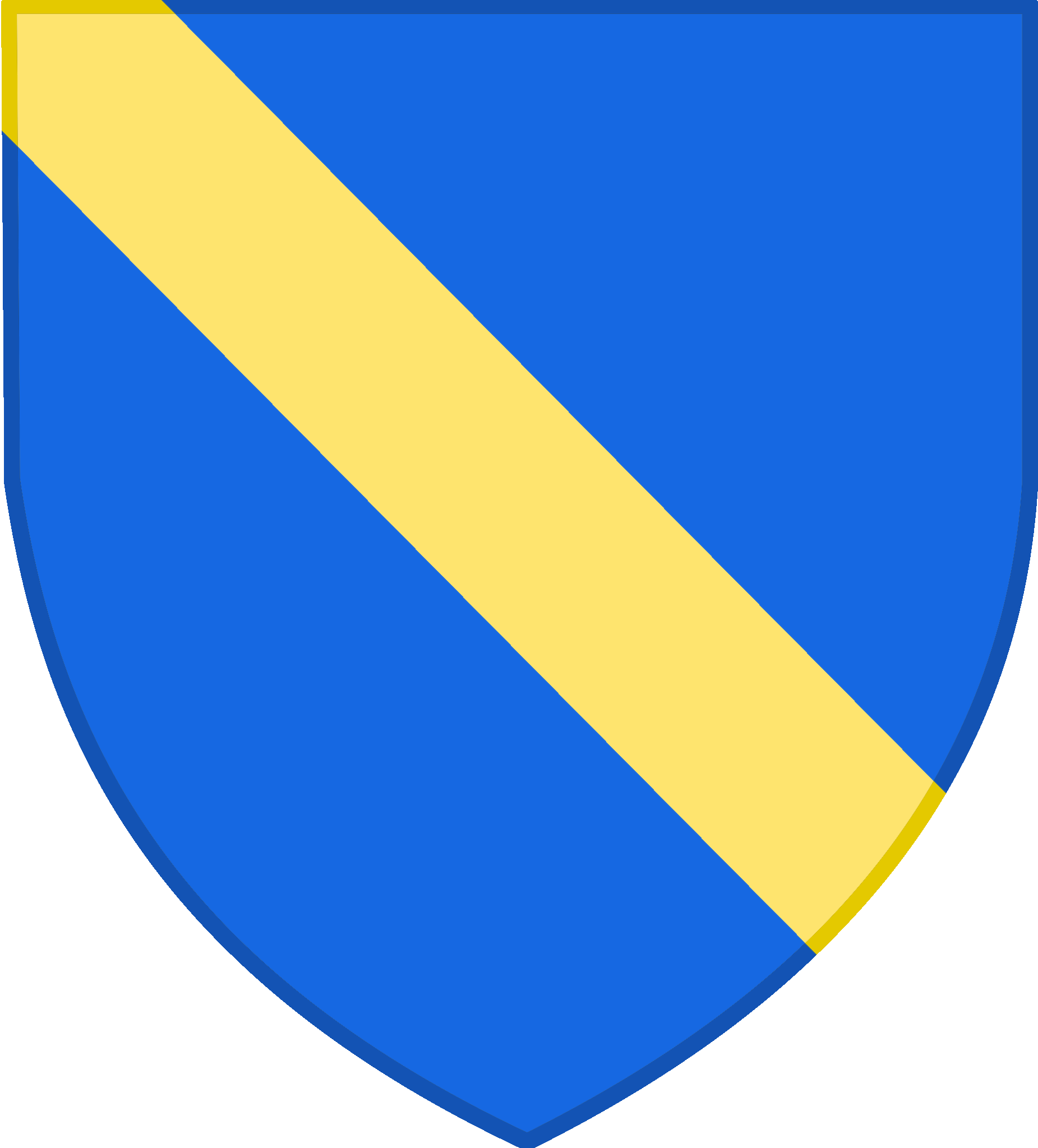
Wappen der Fam. Celano

## Leben
„Unter den vergänglichen Dingen finde ich nur eines, das das Bild des himmlischen Lebens darstellt.

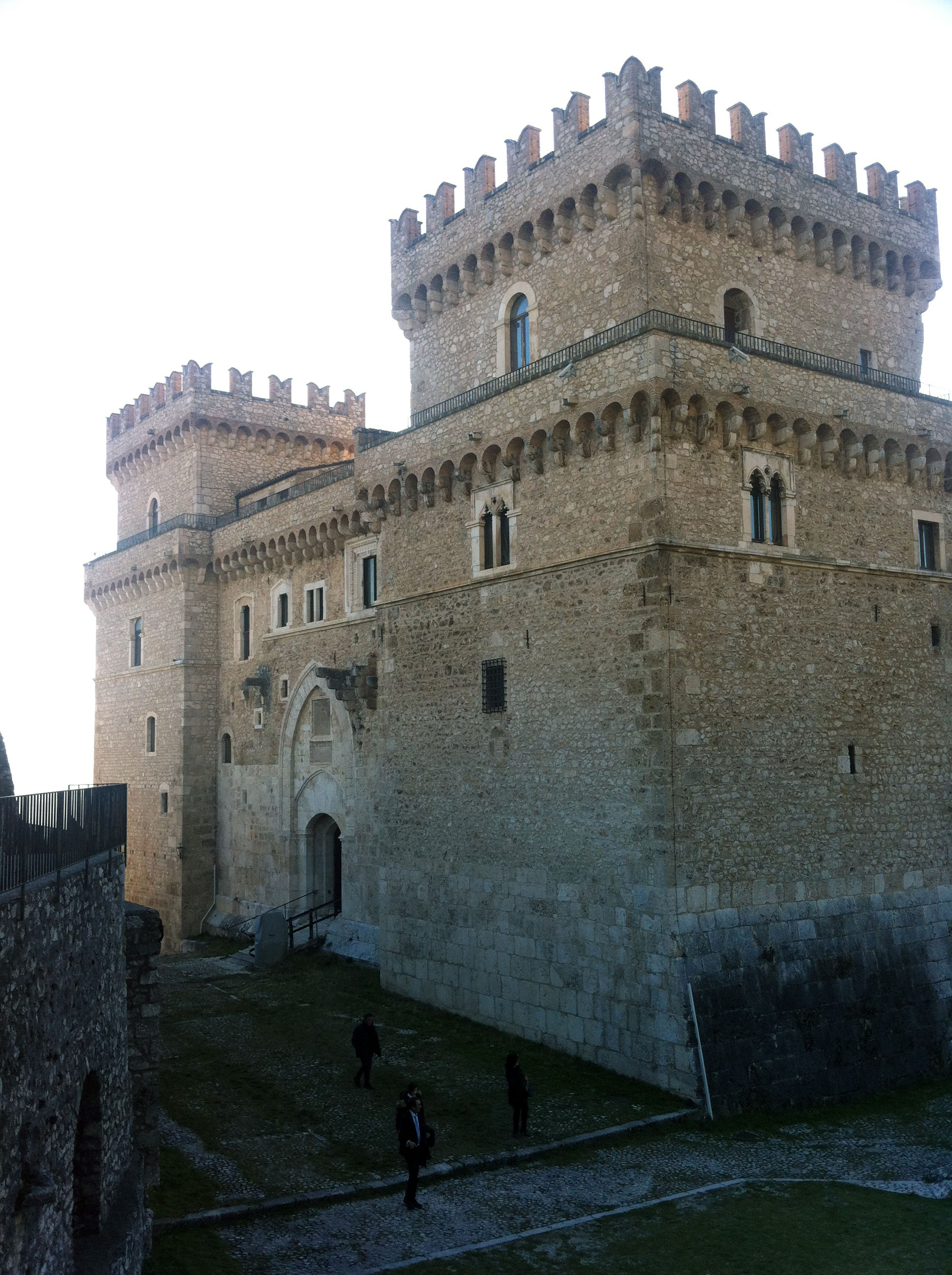
Das Schloss von Celano, Hauptwohnsitz von Jacovella

Das ist die Liebe, die ein physisches Ereignis nicht verändert und eine Trennung nicht trennt.

die zeitliche Entfernung nicht aufhebt.“

Jacovella (auch Covella, Iacovella, Jacomella, Iacomella, Jacobella, Iacobella oder Giovanna della Ratta), war das letzte Mitglied der Familie Celano, die ihren Namen von der gleichnamigen Grafschaft, die sie besaß, erhielt. Diese stammte wiederum vom Haus Berardi ab, das als Conti dei Marsi bekannt war und direkt von Karl dem Großen abstammte. Die Grafen herrschten lange Zeit über Marsica.
Als jüngstes Kind von Nicolò, dem Grafen von Celano, und Maria Marzano, der Herzogin von Sessa, wurde sie einigen Quellen zufolge im Jahr 1418 geboren, während andere ihre Geburt zwischen dem 14. und 15. Jahrhundert datieren. Nach dem Tod ihres Vaters Nicolò und der Trennung von ihrer Mutter Maria, die in zweiter Ehe den Söldnerhauptmann Muzio Attendolo Sforza heiratete, wurde die noch junge Jacovella Erbin des Anwesens. Ihr Bruder Pietro war 1422, wahrscheinlich an einer Krankheit, plötzlich gestorben; ihre Schwestern Giovanna und Isabella waren bereits verheiratet und die beiden anderen Schwestern, Angelella und Antonella, standen kurz vor der Hochzeit.
Im Jahr 1424 musste sie aus aristokratisch-politischen Gründen Odoardo Colonna heiraten, einen Neffen von Papst Martin V., der oft als krank oder missgebildet dargestellt wird. Durch die Heirat wurde er Lehnsherr der Grafschaften Albe und Celano. Nach einem etwa drei Jahre dauernden erzwungenen Zusammenleben und dem Tod von Papst Martin V. floh die junge Frau aus dem Haushalt der Colonnas, wahrscheinlich mit Hilfe ihrer Mutter Maria, die sich zu diesem Zeitpunkt allerdings nicht mehr in ihrer Nähe befand.
Der tatsächliche Grund, warum Colonna die Ehe nicht vollzog, ist nicht bekannt. Einige historiografische Werke berichten jedoch, dass es „aus Altersschwäche oder Impotenz“  gewesen sei. Fest steht, dass Jacovella den neuen Papst Eugen IV. um eine Annullierung der Ehe bat und diese auch erhielt. Anschließend heiratete sie Jacopo Caldora, der damals fast siebzig Jahre alt war und ihr und ihrer Grafschaft Schutz vor den Expansionsbestrebungen Colonnas bieten konnte. Im Jahr 1439, vermutlich drei Monate nach ihrer zweiten Hochzeit, wurde die Gräfin jedoch Witwe.
In dieser kurzen Zeit hatte die Frau Gelegenheit, Caldoras Neffen Lionello Accrocciamuro kennenzulernen. Sie heiratete ihn in dritter Ehe, vermutlich im Jahr 1440, was nicht ohne Tadel und Verurteilung blieb. Als sie 1458 erneut verwitwet war, musste sie die Grafschaft Celano allein verwalten und ihre drei Kinder Ruggero, Pietro und Isabella großziehen.

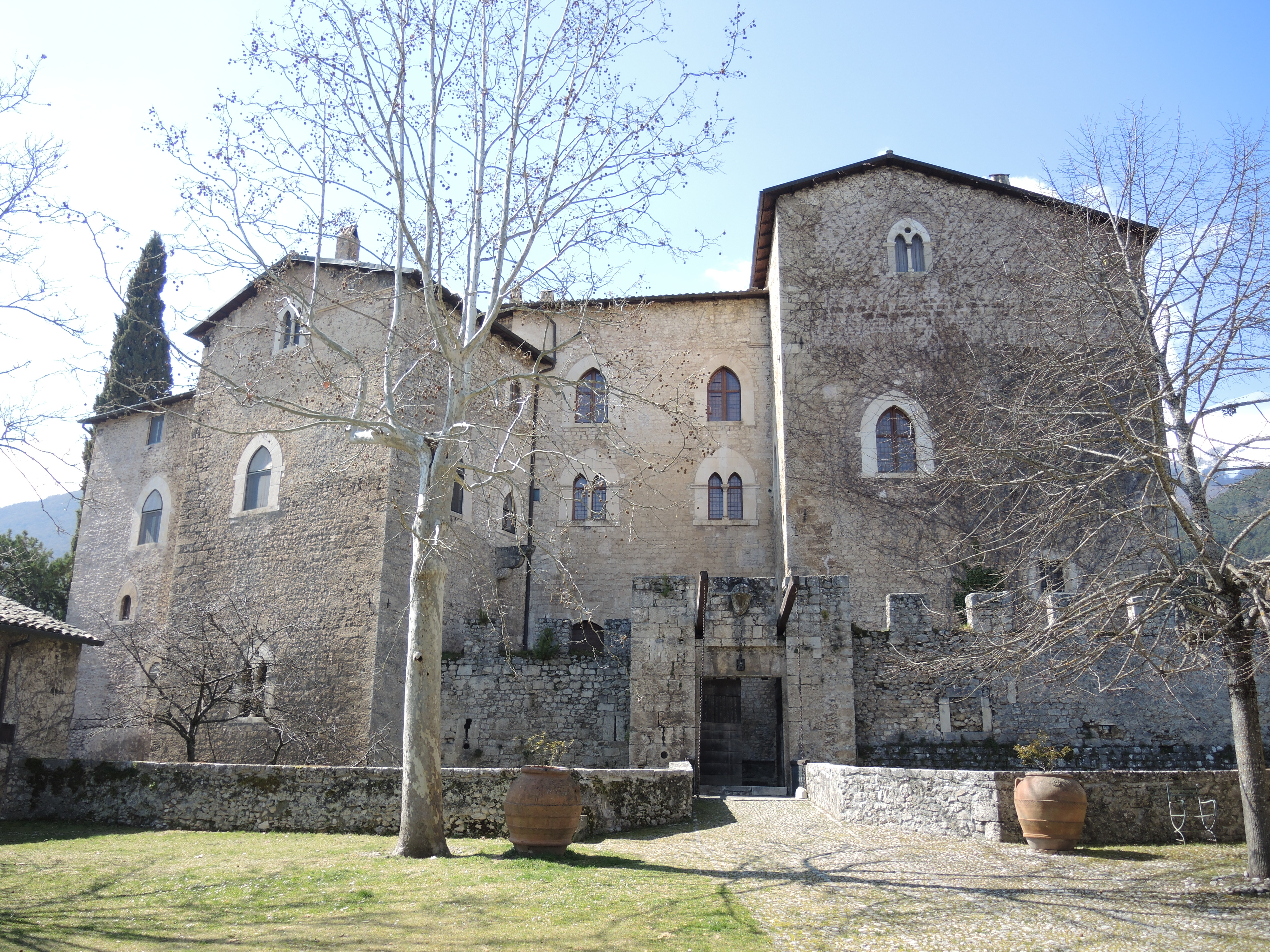
Das Castello di Gagliano Aterno, in dem Jacovella belagert und inhaftiert wurde

Trotz seines jugendlichen Alters erhob Jacovellas Sohn Ruggero Accrocciamuro nach dem Tod seines Vaters Anspruch auf die Grafschaft Celano. Mit Hilfe von Jacopo Piccinino und seinem Heer belagerte er sie in der Burg von Gagliano Aterno, in die sie sich einige Monate nach ihrer Verwitwung geflüchtet hatte. Nach drei Tagen ununterbrochener Angriffe wurde die Gräfin gefangen genommen und in der Burg eingekerkert. Alle Lehen der Gräfin gingen daraufhin an ihren Sohn Ruggero über. Piccinino stahl unterdessen aus der Burg Schmuck, Einrichtungsgegenstände und eine große Menge Wolle im Gesamtwert von 80.000 Dukaten. Er verwendete die Beute zur Neuaufstellung seiner Armee und zur Belagerung von Sulmona im folgenden Jahr (1463). Um ihre Freiheit wiederzuerlangen, musste Jacovella 120.000 Dukaten zahlen. Unmittelbar danach wurde das Gerücht laut, Matteo di Capua, Vizekönig der Abruzzen im Auftrag des Königs von Neapel Ferdinand, habe sich geweigert, der Gräfin zu helfen, um Jacopo Piccinino, mit dem ihn trotz aller Gegensätze eine gute Freundschaft verband, nicht zu schaden. Nach dem Scheitern der Belagerung von Sulmona wurden Accrocciamuro und Piccinino dennoch ins Exil geschickt. Die Grafschaft Celano wurde dem Herrscher Antonio Piccolomini übertragen, der Maria von Aragon, eine der Töchter des Königs, geheiratet hatte.
Der zweitgeborene Sohn Pietro, der eine Leidenschaft für Literatur, Wissenschaft und Kunst entwickelte, wurde nach den Ereignissen von Gagliano Aterno in Venedig an der Seite des Humanisten Paolo Marso angetroffen, der den Unterricht des Lehrmeisters Pomponio Leto besuchte. Lediglich die Grafschaft Venafro in Molise wurde schließlich an Jacovella vergeben, wo sie vor 1471 starb.

## Nachkommen
Jacovella da Celano war dreimal verheiratet:
- das erste Mal 1424 mit Odoardo Colonna, mit dem sie keine Kinder hatte;
- das zweite Mal 1439 mit Jacopo Caldora, mit dem sie keine Kinder hatte;
- das dritte Mal 1440 mit Lionello Accrocciamuro, mit dem sie zwei Söhne hatte, Ruggero, Condottiero und Graf von Celano, und Pietro, einen Humanisten, und eine Tochter, Isabella, die Frau von Guglielmo del Balzo.

## Werke
Zwischen 1424 und 1435, als sie mit Odoardo Colonna verheiratet war, sorgte Jacovella für die Ausschmückung der Kirche San Giovanni Battista in Celano und förderte die Restaurierung der Kirche Santa Maria in Valle Porclaneta bei Rosciolo dei Marsi. Die Arbeiten an der Kirche San Francesco, der Bau der Kirchen Santa Maria Valleverde und Sant’Angelo di Celano sowie die Fertigstellung des zweiten Stockwerks des Bergfrieds und der drei zylindrischen Türme der Burg von Celano im Jahr 1451 werden Jacovella und ihrem dritten Ehemann Lionello zugeschrieben. Die Gräfin trug auch zum Bau der Basilika San Bernardino dell’Aquila und zu zahlreichen anderen Bauwerken bei.